# 15860 Siráň
15860 Siráň è un asteroide della fascia principale. Scoperto nel 1996, presenta un'orbita caratterizzata da un semiasse maggiore pari a 2,3762666 UA e da un'eccentricità di 0,0945332, inclinata di 7,88996° rispetto all'eclittica.